# Tours-Châtellerault-Tours
Tours-Châtellerault-Tours est une ancienne course cycliste française, organisée de 1915 à 1933 entre Tours dans le département d'Indre-et-Loire et Châtellerault dans le département de la Vienne.
L'Association Sportive de Paris-Orléans en 1915 puis le Vélo-Club de Tours en 1921 sont à l'origine de cette course. Celle-ci n'effectuait que Châtellerault-Tours de 1915 à 1923 puis Tours-Châtellerault-Tours pour les autres éditions à partir de cette date.

## Palmarès
| Année | Vainqueur        | Deuxième         | Troisième       |
| ----- | ---------------- | ---------------- | --------------- |
| 1915  | Gaston Pragou    | ? Fumard         | Joseph Jean     |
| 1916  | Marcel Tournay   | Gaston Pragou    | Joseph Jean     |
| 1917  | Marcel Tournay   | Gaston Bussereau | Joseph Jean     |
| 1918  | Édouard Nouel    | Gaston Villeret  | ? Thomazeau     |
| 1919  | Léon Brun        | Didier Meslard   | ? Verchère      |
| 1921  | Gabriel Rérolle  | René Gérard      | Didier Meslard  |
| 1922  | René Gérard      | Camille Faurant  | Léon Brun       |
| 1923  | Eugène Greau     | René Gérard      | Eugène Brossard |
| 1924  | Gabriel Rérolle  | Didier Meslard   | Jacques Dupic   |
| 1925  | Auguste Robineau | Didier Meslard   | Charles Bleu    |
| 1926  | René Deguai      | René Gérard      | Maurice Coolen  |
| 1927  | Georges Bugat    | André Pintard    | Didier Meslard  |
| 1928  | René Deguai      | Roger Gaumont    | Georges Bugat   |
| 1929  | René Deguai      | Eugène Greau     | Léon Salles     |
| 1930  | René Deguai      | Roger Gaumont    | Camille Louvel  |
| 1931  | René Deguai      | Armel Desouches  | André Pintard   |
| 1933  | Maurice Berlu    | Raymond Louviot  | Camille Louvel  |